# メーチ (レーダー)
メーチ（ロシア語: Меч）はロシア連邦のV・V・チホミーロフ記念機器製作科学研究所が開発したパルス・ドップラー・レーダーである。型式はN001。NATOコードネームはスロットバック。メーチはロシア語で剣を意味する。

## 概要
メーチはSu-27に搭載するため開発されたレーダーで、同時期に開発されていたMiG-29に搭載されているルービンと70%の共通性を持つ。ルックダウン・シュートダウン能力を持ち、戦闘機クラス(レーダー反射断面積が3m2程度)の目標に対する探知距離は100km以上とみられる。初期型では複数の目標に対する同時攻撃能力を持たなかったため、1目標をロックオンすると他目標の捜索が不可能となり、地上のレーダーや早期警戒管制機のバックアップを受ける必要があった。そのため、改良型のN001VEでは改善が行われ、70kmで10目標を同時追尾し、2目標との同時交戦が可能となった。また、初期はMBTFが5時間しか無いなど問題が多く、1985年に改善命令が出された。しかし、設計局がN011バルスの開発にシフトしていたこともあり改善は遅れ、Su-27の配備から5年後の1991年になってようやく改善された。その時点でのMBTFは100時間であったが最終的には200時間にまで延長されている。

## 派生型
N001（RPLK-27）
標準型。Su-33に搭載されたものは海上での運用を想定しルックダウン能力を強化、火器管制システムもSUV-33に換装され処理能力が向上している。また、GCI（地上要撃管制：Ground Controlled Intercept）は空母に対応したものに変更されている。
N001V（RPLK-27V）
改良型。空対地・空対艦モードを含むレーダー動作モードの追加、シグナルプロセッサーのTS100からTS101Mへの換装による能力向上が行われた。
N001VE（RPLK-27VE）
Su-30MKK向けの改良型。 BCVM-486-6プロセッサの搭載により信号処理能力を強化して10目標を同時追尾し、2目標との同時交戦が可能となったほか、追尾距離が70kmに延長されている。そのほかナビゲーションモードの追加やマッピング機能を含む空対地モードの拡張、R-77への対応などの改良が行われた。
N001VEP（RPLK-27VEP）
プロセッサーをバゲット55-04.02、セントラルコンピュータをVTsBM-900にそれぞれ換装し処理能力を向上させた改良型。戦闘機に対する探知距離が150km、爆撃機に対する探知距離が300kmに延長されたほか、移動目標識別・地上マッピング・ベロシティサーチなどのレーダーモードの追加、低空飛行目標への探知能力強化などが行われている。
N001VEP+Pero
N001VEPをベースにアンテナ部をペロフェーズドアレイに換装したもの。戦闘機に対する探知距離が190kmまで延長され、10目標を同時追尾し、空中6目標または地上4目標との同時交戦が可能となった。パンダとも呼ばれる。

## 搭載機

### N001
- Su-27
- Su-33
- J-11

### N001V
- Su-30

### N001VE
- J-11A
- Su-30MKK（英語版）

### N001VEP
- Su-27SM
- Su-27SM3
- Su-27SKM
- //// Su-30MK2
  -  Su-30M2